# Naftemporiki
Die Naftemporiki (H Ναυτεμπορική, in etwa: Das Schifffahrts-Handelsblatt) ist eine täglich erscheinende Athener Wirtschaftszeitung und die wichtigste Tageszeitung in Griechenland im Bereich der Schifffahrt.

## Geschichte
Sie erschien erstmals am 4. April 1924 unter dem Namen Ναυτικόν καὶ Ἐμπορικὸν Δελτίον Naftikon ke Emporikon Deltion (Schifffahrts- und Handels-Anzeiger) in Piräus. Während der deutschen Besatzungszeit existierte die Zeitung weiter, ohne dass jedoch eine Ausgabe erscheinen konnte. Am 8. März 1945 erschien wieder eine Ausgabe; mit der Ausgabe vom 8. August 1948 wurde der Name auf Naftemporiki vereinfacht und das Zeitungsformat auf 0,35 × 0,25  umgestellt.
Heute ist die Zeitung das amtliche Informationsblatt der Athener Börse und hat auch einen großen Kulturteil.